# Pébrac
Pébrac is een gemeente in het Franse departement Haute-Loire (regio Auvergne-Rhône-Alpes) en telt 125 inwoners (2005). De plaats maakt deel uit van het arrondissement Brioude.

## Geografie
De oppervlakte van Pébrac bedraagt 17,8 km², de bevolkingsdichtheid is 7,0 inwoners per km².
De onderstaande kaart toont de ligging van Pébrac met de belangrijkste infrastructuur en aangrenzende gemeenten.

## Demografie
Onderstaande figuur toont het verloop van het inwonertal (bron: INSEE-tellingen).